# Dopatrium dortmanna
Dopatrium dortmanna là một loài thực vật có hoa trong họ Mã đề. Loài này được S.Moore mô tả khoa học đầu tiên năm 1905.